# Rue Henri-Noguères
La rue Henri-Noguères est une voie du 19e arrondissement de Paris, en France.

## Situation et accès
La rue Henri-Noguères est une voie privée située dans le 19e arrondissement de Paris. Elle débute au 45, avenue Jean-Jaurès et se termine au 34, quai de la Loire.

## Origine du nom
Elle porte le nom du journaliste, historien et avocat Henri Noguères (1916-1990), qui fut résistant au sein du mouvement Franc-Tireur. Il fut aussi président de la Ligue des droits de l'homme de 1975 à 1984.

## Historique
La voie est créée dans le cadre de l'aménagement de la ZAC Bassin de la Villette sous le nom provisoire de « voie EB/19 » et prend sa dénomination actuelle par un arrêté municipal du 6 août 2002.